# Karl Eckardt (Wirtschaftsfunktionär)
Karl Eckardt (* 10. November 1896 in Großbodungen; † 1953) war ein deutscher Wirtschaftsfunktionär und von 1937 bis 1941 NSDAP-Gauwirtschaftsberater im Gau Hessen-Nassau
Während der Zeit des Nationalsozialismus war Eckardt unter anderem Vorsitzender des Aufsichtsrates der „Gemeinnützigen Wohnungs- und Siedlungsbau AG Frankfurt/Main“, der Schuhfabrik Hassia in Offenbach, Mitglied des Aufsichtsrates der Adlerwerke Frankfurt, der Optischen Werke Moritz Hensoldt und Söhne in Wetzlar, der Philipp Holzmann AG, der Maschinenfabrik Moenus AG und der Torpedo-Werke Frankfurt und Aufsichtsrat der Frankfurter Sparkasse von 1822.

## Der FallJ. & C. A. Schneider
Eckardt, der zum 1. April 1930 der NSDAP beigetreten war (Mitgliedsnummer 221.155), organisierte als Gauwirtschaftsberater zusammen mit der Zollfahndung und Devisenstelle Frankfurt unter anderem die „Arisierung“ der „H. Fuld & Co.“ oder der Schuhfabrik „J. & C. A. Schneider“ (JCAS). Bei den von Eckardt betriebenen "Arisierungen" wirkte teilweise auch die Gestapo mit, so im Falle der JCAS, der beispielhaft für zahlreiche andere Fälle steht, bei denen sich Gauwirtschaftsberater selbst bereicherten.
In der Reichspogromnacht wurde der Fabrikant Fritz Adler verhaftet und in das KZ Buchenwald verschleppt. Auf die ihm und seinem Bruder gehörende Schuhfabrik, damals eine der größten Hersteller von Hausschuhen in Europa, hatten NS-Größen seit Jahren einen begehrlichen Blick geworfen. Da die Eigentümer wirtschaftlichem Druck ausgesetzt waren, suchten sie bereits Anfang 1938 geeignete Käufer. Die "Deutsche Revisions- und Treuhandgesellschaft AG", in deren Aufsichtsrat unter anderem Hitlers Wirtschaftsberater Wilhelm Keppler saß, legte im Auftrag des Wirtschaftsministeriums als Genehmigungsbehörde für die JCAS einen Kaufpreis von ca. 4,2 Millionen RM fest, obwohl dieser bei ca. 15 Millionen RM lag.
Während das Wirtschaftsministerium noch die Kaufinteressenten auf wirtschaftliche Solvenz und politische Zuverlässigkeit überprüfte, avisierte Eckardt in seiner Funktion als NSDAP-Gauwirtschaftsberater einen neuen Käufer und fand diesen in seinem Bekannten Bruno Seletzky aus Wien, der  Direktor der Škoda-Werke in Brünn war. 
Da die Gebrüder Adler noch im November 1938 nicht gewillt waren, ihr Vermögen zu verschleudern, wurde dem in Buchenwald inhaftierte Fritz Adler gedroht, dass er nur bei einem Verkauf mit einer Entlassung aus dem KZ rechnen könne. Zermürbt, unterzeichneten die Inhaber nach wenigen Wochen vor dem Frankfurter Notar Kurt Wirth in Gegenwart von Eckardt den Verkaufsvertrag.
Der Vertrag enthielt detaillierte Vorkehrungen für die Aussonderung jüdischer Beschäftigter sowie die Klausel, dass Entschädigungszahlungen in der Verantwortung der Verkäufer liegen. Seletzky war der Strohmann von Eckardt, der sich als Generaldirektor die Leitung der JCAS einsetzen ließ.
Von den vier Millionen Kaufpreis wurde vom Wirtschaftsministerium zunächst eine Viertelmillion für „soziale Zwecke wie Schönheit der Arbeit, Schaffung eines Gemeinschaftsraumes, Verbesserung sanitärerer Einrichtungen“ in der „arisierten“ Fabrik einfach abgezogen. Die Finanzbehörden zogen danach 1,3 Millionen für Reichsfluchtsteuer, Judenvermögensabgabe und Einkommensteuer ab. Weitere zwei Millionen gingen als Arisierungsgewinn in die Staatskasse und die beteiligte Geschäftsbank von Seletzky und Eckardt, die Dresdner Bank erhielt noch einmal 40.000 RM als Provision.
Als neuer Betriebsleiter wurde Eckardt berufen und hat in dieser Funktion der Belegschaft gegenüber erklärt: „Wir sind stolz darauf, gerade in dieser Zeit zu leben und dem Führer zu unserem bescheidenen Teil mithelfen zu können, an der Schaffung eines ewigen, großdeutschen Reiches“.
Eckardt tauchte 1945 unter, wurde 1949 in der Nähe von Duderstadt aufgespürt und kam 1953 bei einem Autounfall ums Leben. Nach 1949 wurde kein Gerichtsverfahren gegen ihn angestrengt.